# Sarah Fuller Adams
Sarah Fuller Adams de domo Flower (ur. 22 lutego 1805, zm. 14 sierpnia 1848 w Londynie) – brytyjska poetka. Autorka hymnów religijnych.

## Dzieła
- Być bliżej Ciebie chcę (pieśń)
- Vivia Perpetua, 1841, poezje